# Andrea Bazarte
Andrea Paola Martínez Bazarte (McAllen, Texas, Estados Unidos; 22 de junio de 1992) es una  exreina de belleza, modelo y conductora de televisión mexico-estadounidense, ganadora del concurso Reina Hispanoamericana 2021.

## Biografía
Andrea Bazarte nació el 22 de junio de 1992 en la ciudad de McAllen, Texas. Es hija de ambos padres mexicanos, por lo que ha crecido la mayor parte de su vida en México. Egresó en 2013 del Tecnológico de Monterrey como Licenciada en Mercadotecnia.

## Concurso de Belleza

### Nuestra Belleza Latina 2018
El 23 de septiembre de 2018 inició la undécima temporada del concurso de Nuestra Belleza Latina, en donde obtuvo la 13.ª posición, siendo Migbelis Castellanos de Venezuela la ganadora del concurso.

### Mexicana Universal 2020
El 29 de noviembre, se llevó a cabo la final del concurso Mexicana Universal 2020 en el Hotel Misión Juriquilla en la ciudad de Querétaro, Querétaro. Al final del evento, fue coronada como Mexicana Universal Hispanoamericana 2020 para representar a México en el certamen de Reina Hispanoamericana 2021.

### Reina Hispanoamericana 2021
El 30 de octubre de 2021 se realizó la final del certamen Reina Hispanoamericana 2021 en la ciudad de Santa Cruz de la Sierra, Bolivia en donde 26 candidatas hispanas del mundo compitieron por el título. Al final de la noche fue coronada como la nueva Reina Hispanoamericana 2021 por Regina Peredo, Reina Hispanoamericana 2019 de México, logrando ser la segunda mexicana en ganar dicho título, además de convertirse en el tercer país en ganar el concurso de manera consecutiva.

### Vida Actual 2023
Actualmente Andrea Bazarte trabaja como Social Ambassador en WWE español y sigue activa en el mundo del modelaje trabajando para la agencia Boga Models donde ha podido colaborar con marcas como lo son DiDi, Fastplus, KIA Motors entre otras marcas.
Es motivadora de la superación personal a través de su podcast transformación en donde aborda temas sensibles de la vida cómo lo son: superación de rupturas amorosas, finanzas, literatura.